# 阿麗娜·戈爾諾西科
阿麗娜·戈爾諾西科（2001年8月9日—），白俄羅斯體操運動員，她代表白俄羅斯隊參加了日本舉行的2020年夏季奧林匹克運動會，並且在藝術體操女子個人全能比賽上獲得銅牌。